# Andrés Silvera
Néstor Andrés „Cuqui” Silvera (ur. 14 marca 1977 w Comodoro Rivadavia) – argentyński piłkarz występujący na pozycji napastnika, trener piłkarski, od 2024 roku prowadzi CAI.

## Kariera klubowa
Silvera urodził się w Comodoro Rivadavia i jest wychowankiem tamtejszego Comisión de Actividades Infantiles. Po trzech latach przeniósł się do pierwszoligowego Huracánu, a po sezonie spędzonym z tą drużyną przeszedł do Uniónu Santa Fe. W 2002 roku zasilił CA Independiente, gdzie szybko został wiodącą postacią drużyny. W sezonie Apertura 2002 wywalczył z nią tytuł mistrza Argentyny i najlepszego strzelca ligi z 16 golami na koncie. W lipcu 2003 Silvera wyemigrował do Meksyku, gdzie występował w Tigres UANL. W barwach tego klubu wywalczył tytuł króla strzelców ligi meksykańskiej w sezonie Clausura 2004 (wspólnie z Bruno Marionim). W 2006 roku jako wolny zawodnik powrócił do Argentyny, gdzie podpisał kontrakt ze stołecznym San Lorenzo de Almagro. Znacznie pomógł temu zespołowi w osiągnięciu tytułu mistrzowskiego podczas sezonu Clausura 2007. W 2009 roku został sprzedany do swojego dawnego klubu, Independiente, za kwotę wynoszącą 460,000 euro.

## Osiągnięcia
- Independiente
  - Mistrz Argentyny: Apertura 2002
- San Lorenzo
  - Mistrz Argentyny: Clausura 2007
- Indywidualne
  - Król strzelców ligi argentyńskiej: Apertura 2002
  - Król strzelców ligi meksykańskiej: Clausura 2004